# Longitud de dispersión
La longitud de dispersión en mecánica cuántica describe la dispersión a baja energía. Está definida como el límite siguiente:
{\displaystyle \lim _{k\to 0}k\cot \delta (k)=-{\frac {1}{a}},}
donde a es la longitud de dispersión, k es el número de onda, y δ(k) es el cambio de fase de la onda s. La sección eficaz elástica σ_e, a bajas energías está determinada únicamente por la longitud de dispersión
{\displaystyle \lim _{k\to 0}\sigma _{e}=4\pi a^{2}\;.}

## Concepto general
Cuando una partícula lenta es dispersada por un dispersor de corto rango (por ejemplo, una impureza en un sólido o una partícula pesada) no puede dar detalle de la estructura del objeto, ya que su longitud de onda de De Broglie es muy larga. La idea es que entonces no es muy importante qué potencial preciso es el que genera la dispersión, sino cuál es el aspecto del potencial a grandes escalas de longitud. La manera formal de resolver este problema es hacer una expansión en ondas parciales (de cierta manera, análoga a la expansión multipolar en electrodinámica clásica), donde se expande en componentes de momento angular de la onda saliente. A muy baja energía, la partícula incidente no puede «ver» ninguna estructura, y por lo tanto, al orden más bajo, uno tiene solamente una onda esférica dispersada, lo que se conoce como dispersión de onda s (momento angular l = 0). A energías más altas es necesario considerar también la dispersión de las ondas p y d (l = 1 y 2) y así sucesivamente. La idea de describir las propiedades de baja energía en términos de unos pocos parámetros y simetrías es muy poderosa y está también detrás del concepto de renormalización.

## Ejemplo
Como ejemplo del cálculo de la longitud de dispersión de la onda s (es decir, momento angular l = 0) para un potencial dado podemos observar el pozo de potencial esférico repulsivo infinito de radio r0 en 3 dimensiones. La ecuación de Schrödinger radial (l = 0) fuera del pozo es la misma que la de una partícula libre:
{\displaystyle -{\frac {\hbar ^{2}}{2m}}u''(r)=Eu(r),}
donde el potencial de núcleo duro requiere que la función de onda u(r) se vuelva cero en r = r0:  u(r0) = 0. La solución se encuentra inmediatamente:
{\displaystyle u(r)=A\sin(kr+\delta _{s})}.
Aquí, 
{\displaystyle k={\frac {\sqrt {2mE}}{\hbar }};}
δs = −k·r0 es el cambio de fase de la onda s (la diferencia de fase entre la onda incidente y la dispersada), el cual queda determinado por la condición de frontera u(r0) = 0. A es una constante de normalización arbitraria.
Se puede demostrar que, en general, δs(k) ≈ −k·as + O(k2) para k pequeña (es decir, para dispersión de baja energía). El parámetro as con dimensiones de longitud está definido como la longitud de dispersión. Para nuestro potencial tenemos entonces, a = r0. En otras palabras, la longitud de dispersión para una esfera dura es justamente el radio. Alternativamente, se podría decir que un potencial arbitrario con longitud de dispersión as tiene las mismas propiedades de dispersión a baja energía que una esfera dura de radio as.
Para relacionar la longitud de dispersión con cantidades físicas observables que puedan medirse en un experimento de dispersión, es necesario calcular la sección eficaz, σ. En teoría de la dispersión, se escribe la función de onda asintótica (suponiendo que hay un dispersor de rango finito en el origen y que hay una onda plana incidente a lo largo del eje z) como
{\displaystyle \psi (r,\theta )=e^{ikz}+f(\theta ){\frac {e^{ikr}}{r}}}
donde f es la amplitud de dispersión. De acuerdo a la interpretación probabilística de la mecánica cuántica, la sección eficaz diferencial está dada por 
{\displaystyle {\frac {d\sigma }{d\Omega }}=|f(\theta )|^{2},}
es decir, la probabilidad por unidad de tiempo de dispersar en la dirección de k. Si solo consideramos la dispersión de la onda s, la sección eficaz diferencial no depende del ángulo θ. La sección eficaz de dispersión total es únicamente σ = 4π|f|2. La parte de la función de onda ψ(r,θ) correspondiente a la onda s es obtenida usando la expansión usual de una onda plana en términos de ondas esféricas y de los polinomios de Legendre Pl(cos θ):
{\displaystyle e^{ikz}\approx {\frac {1}{2ikr}}\sum _{l=0}^{\infty }(2l+1)P_{l}(\cos \theta )\left[(-1)^{l+1}e^{-ikr}+e^{ikr}\right].}
Al relacionar la componente con l = 0 de ψ(r,θ) con la solución de la onda s, 
{\displaystyle \psi (r)={\frac {A\sin(kr+\delta _{s})}{r}},}
donde normalizamos A, de tal manera que la onda incidente eikz tenga como factor delante la unidad, se tiene:
{\displaystyle f={\frac {1}{2ik}}(e^{2i\delta _{s}}-1)\approx \delta _{s}/k\approx -a_{s}}
Esto da como resultado,
{\displaystyle \sigma ={\frac {4\pi }{k^{2}}}\sin ^{2}\delta _{s}=4\pi a_{s}^{2}}